# Petrus Martinus Gerhardus Maria van Haaren

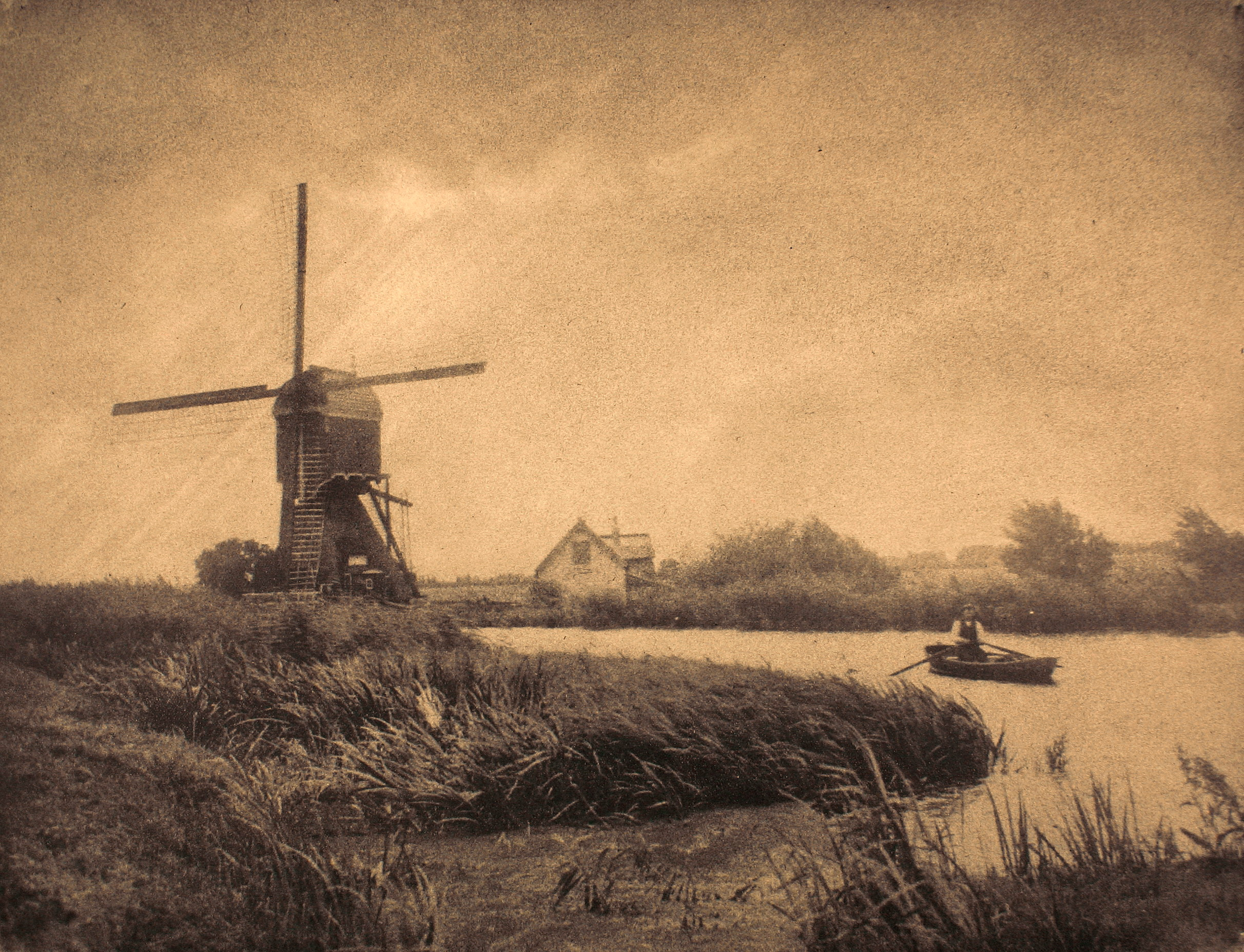
Mlýn s veslařem, pigmentový tisk, asi 1920

Petrus Martinus Gerhardus Maria van Haaren (Nijmegen, 9. března 1859 – Arnhem, 8. listopadu 1937) byl nizozemský fotograf.

## Životopis
Specializoval se na uměleckou fotografii a pracoval s gumotiskem, bromolejovým tiskem, pigmentovým tiskem, uhlotiskem a bromidovým tiskem. Jeho tématem byla hlavně holandská krajina. Van Haaren byl považován za „nestora“ a „průkopníka“ nizozemské umělecké fotografie.  Za svou práci získal asi 70 medailí a plaket.
Van Haaren kreslil a maloval. V mladších letech byl také sběratelem tiskovin. Jako fotograf pořídil snímky z roku 1890 a v roce 1897 se začal věnovat umělecké fotografii. Asi v roce 1922 mentoroval mladé fotografy. Podle historika fotografií Jana Coppense byla jeho sbírka fotografií zničena (pravděpodobně spálena) během bitvy o Arnhem ve druhé světové válce. Stále dostupné fotografie pocházejí ze sbírky fotoklubu „Gelria“ v Arnhemu, kam je přinesl bývalý člen De la Mar. Ve sbírce univerzitní knihovny v Leidenu jsou uloženy autorovy fotografie krajin.
Jako fotograf byl členem „Holandské amatérské fotografické asociace“ (NAFV) a členem fotoklubu „Gelria“ v Arnhemu. Jeho skutečnou profesí byl obchodník s vínem / lihovarník se sídlem na adrese Jansplaats v Arnhemu.

## Galerie

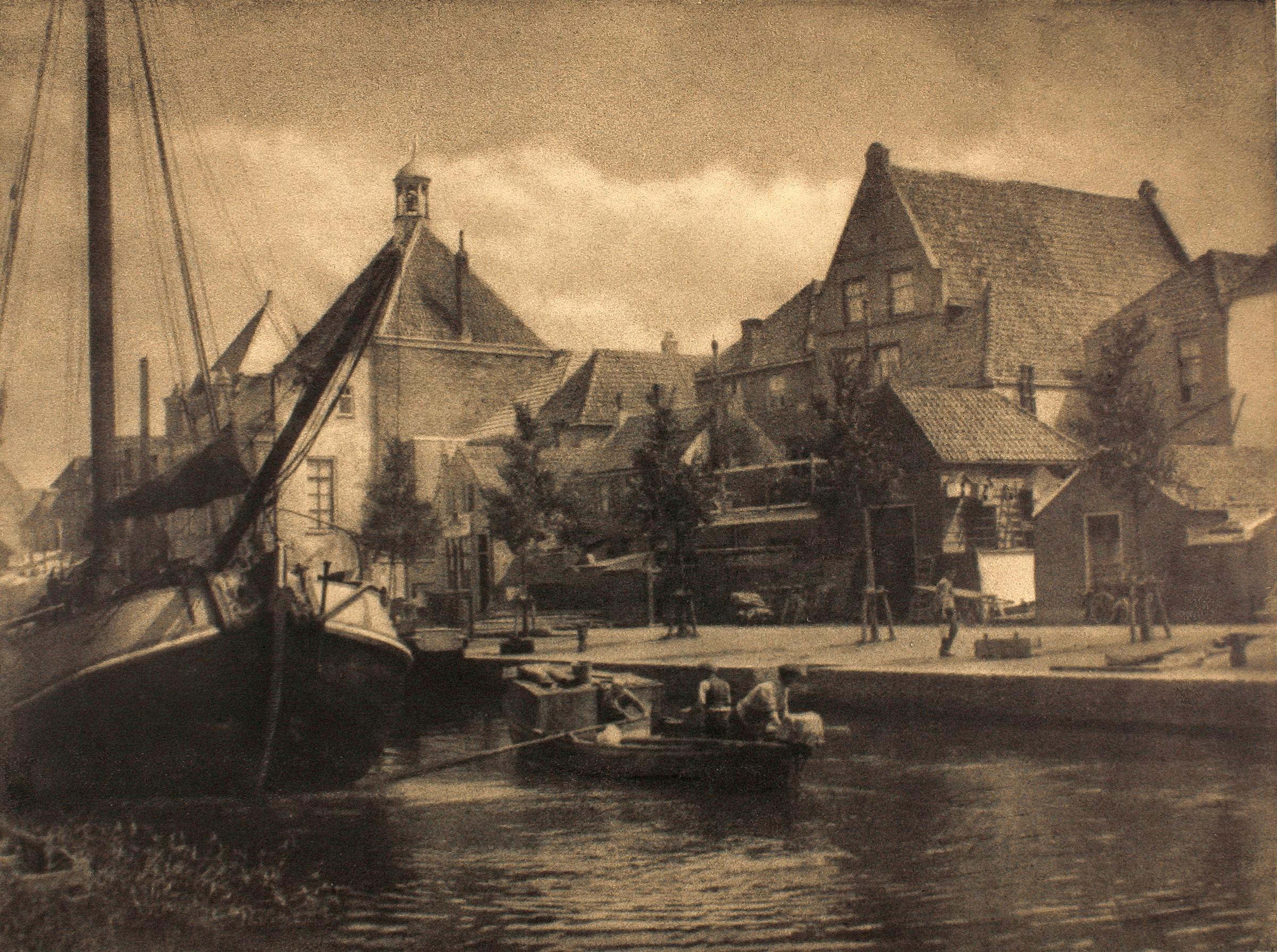
Neznámé město, asi 1920, pigmentový tisk
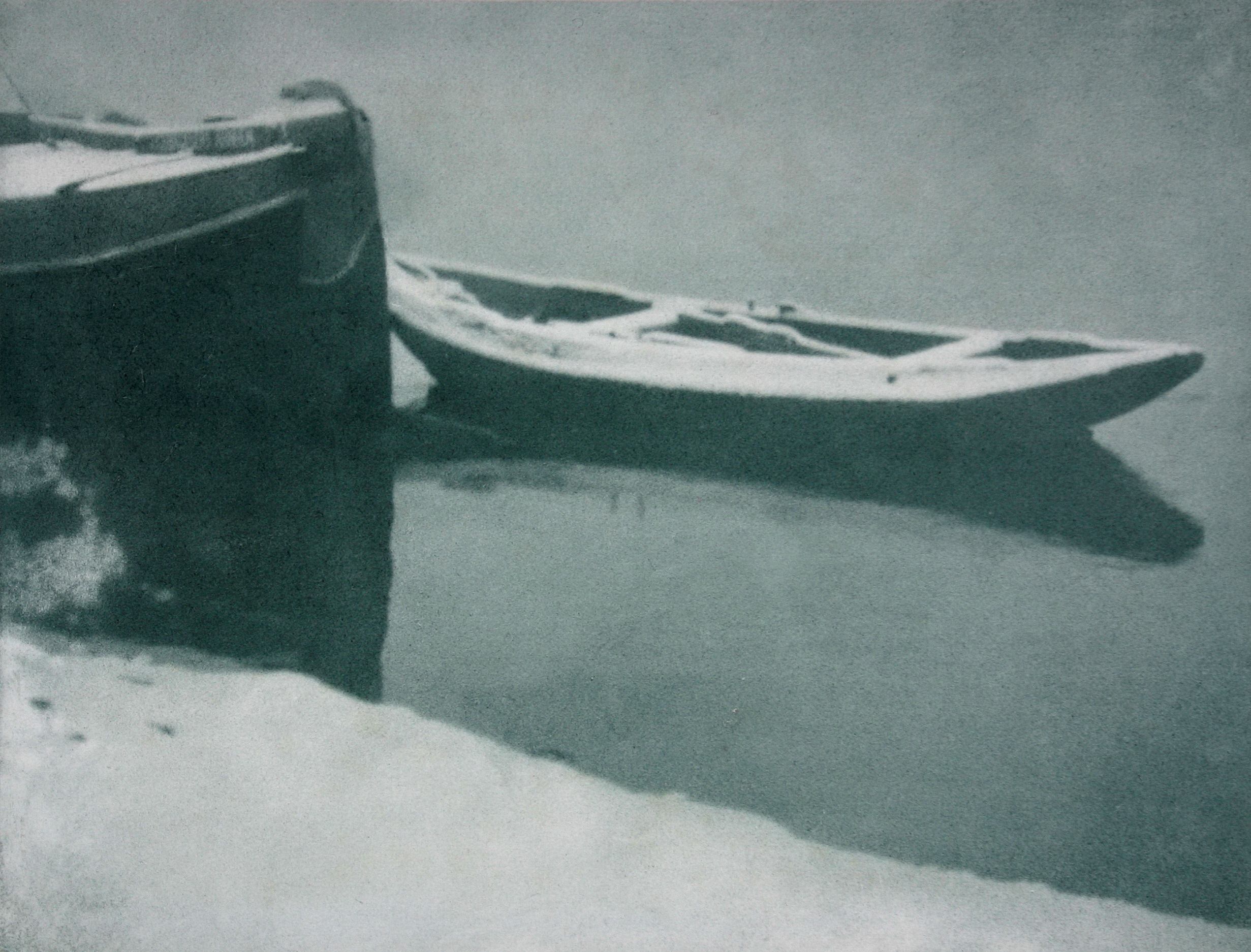
Loď v zimě, asi 1920, bromidový tisk